# 丸田俊彦
丸田 俊彦（まるた としひこ、1946年 - 2014年7月6日）は、長野県須坂市生まれの日本の精神科医、精神分析家。専門は自己心理学。

## 略歴
- 1946年 - 長野県須坂市に生まれる
- 1971年 - 慶應義塾大学医学部卒業
- 1976年 - メイヨー・クリニック精神科レジデント終了
- 1977年 - メイヨー・クリニック精神科コンサルタント
- 1979年 - メイヨー医学校精神科助教授
- 1980年 - 米国精神科専門医試験官
- 1982年 - メイヨー医学校精神科准教授
- 1986年 - メイヨー医学校精神科教授
- 1993年 - 慶應義塾大学医学部精神神経科客員教授
- 2004年 - 放送大学客員教授
- 2004年 - メイヨー・クリニック精神科名誉教授
- 2005年 - 東京大学大学院人文社会系研究科客員教授、後に埼玉県精神医療センター病院長・埼玉県立精神保健福祉センター長[1]
- 2014年7月6日 - 逝去